# اچ‌ام‌سی‌اس سورل (کی۱۵۳)
اچ‌ام‌سی‌اس سورل (کی۱۵۳) (به انگلیسی: HMCS Sorel (K153)) یک کشتی بود که طول آن ۲۰۵ فوت (۶۲٫۴۸ متر) بود. این کشتی در سال ۱۹۴۱ ساخته شد.